# Dolnji Ajdovec
Dolnji Ajdovec je naselje, ki spada pod občino Žužemberk. Leži ob cesti Veliki Lipovec-Brezova Reber.
Bližnje naselje je Dvor.
Med drugo svetovno vojno je bila vas prizorišče več spopadov.